# مسرح أقل من أقل من برودواي

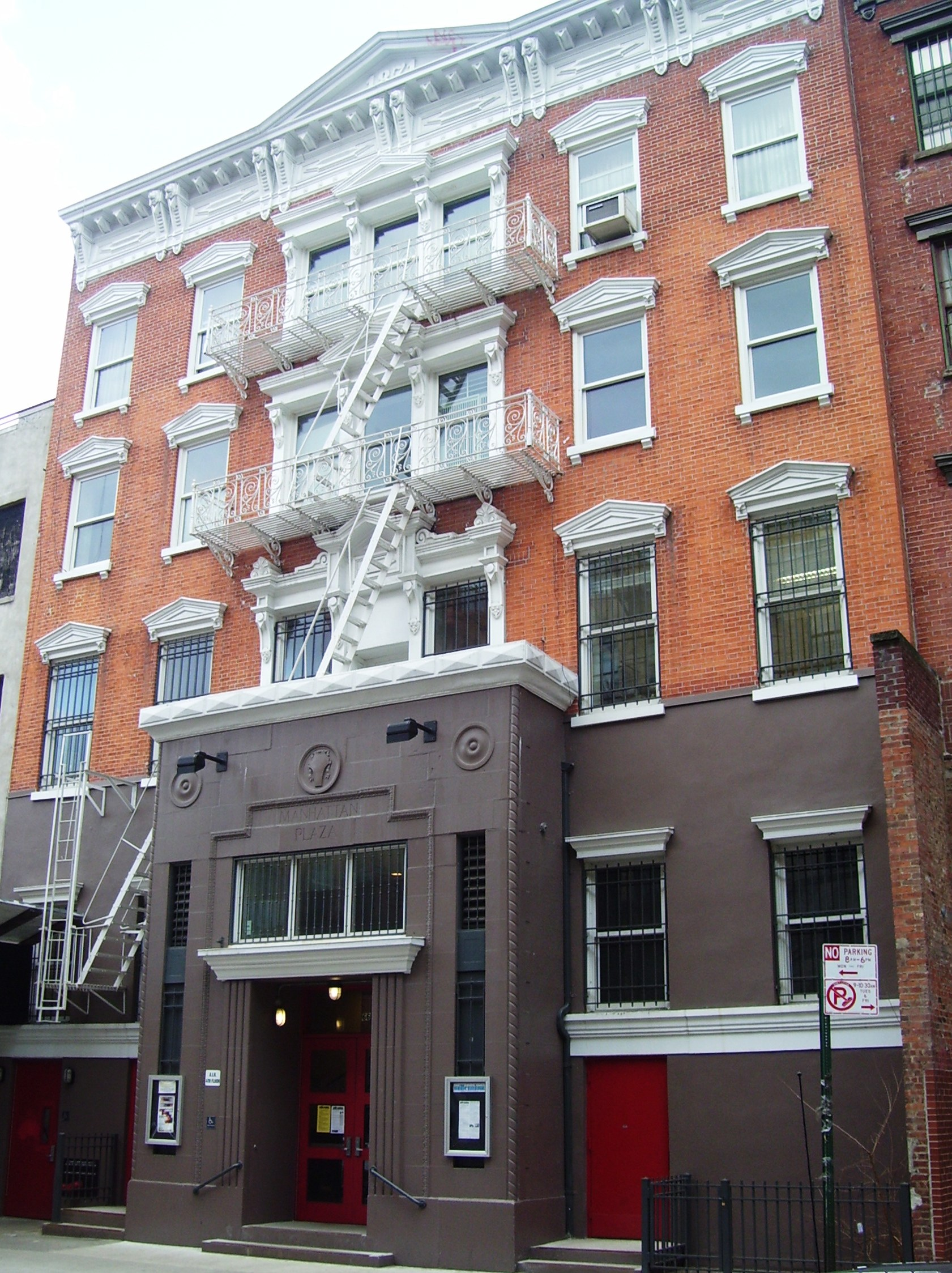
مبنى لا ما ما أنيكس في نيويورك

مسرح أقل من أقل من برودواي (بالإنجليزية: Off-off-Broadway theatre)‏ هو أي مسرحٍ في مدينة نيويورك بسَعَة مقاعد أقل من 100 مقعد. تُعد أصغر من مسارح برودواي والأقل من برودواي.